# The Toll of Youth
The Toll of Youth est un film muet américain réalisé par Frank Lloyd et sorti en 1915.

## Fiche technique
- Titre : The Toll of Youth
- Réalisation : Frank Lloyd
- Scénario : Earl R. Hewitt, d'après une nouvelle de Donald Meaney
- Production : Carl Laemmle pour Universal Film Manufacturing Company
- Genre : Film dramatique
- Date de sortie : 
  - États-Unis : 9 mai 1915

## Distribution
- Millard K. Wilson : Herbert Long
- Helen Leslie : la fiancée d'Herbert
- Marc Robbins : Roderick Long